# Rock Mag
Rock Mag est un magazine de musique français axé sur le rock, la pop, le punk, l'emo et le metal. Il a été fondé en 2000 par Jean-Quentin Gérard, éditeur délégué et directeur de la rédaction, et Yann Forgues. Nicolas Denans en a été le rédacteur en chef de 2000 à 2006. Le premier numéro est sorti le 10 novembre 2000 avec Louise Attaque en couverture.

## Équipe
De décembre 2000 à octobre 2006, l'équipe est composée de :
- Rédacteur en chef : Nicolas Denans
- Rédaction :
  - François Berthier,
  - Jérôme Vermelin,
  - Thibault Raisse,
  - Olivier Granoux,
  - Talia Soghomonian,
  - Christophe Rundstadler,
  - Thomas Mafrouche,
  - Lara Orsal,
  - Éric Maggiori,
  - Guillaume Ley,
  - Noemy Langlais (eNoLa),
  - Jan Fievé,
  - Morgan Le Bervet,
  - HiVer,
  - Ludwig Wallendorff (Wally).

En octobre 2006, l'équipe est composée de :
- Rédacteur en chef : François Berthier
- Rédaction :
  - Laurie Berthe,
  - Ben Callens,
  - Duwick,
  - Samir Hamrani,
  - HiVer,
  - Morgan Le Bervet,
  - Thomas Mafrouche,
  - Éric Maggiori,
  - Pierre Ollier,
  - Thibault Raisse,
  - Christophe Rundstadler,
  - Virgile,
  - Ludwig Wallendorff (Wally).

À la suite de changements de ligne éditoriale, la rédaction en chef est assurée depuis août 2008 par Marie-Pierre Chantepie, ancienne cofondatrice de Classrock.fr.
En octobre 2008, l'équipe est composée de :
- Rédacteur en chef : Marie-Pierre Chantepie
- Rédaction :
  - Marie-Pierre Chantepie,
  - Sylvie Almedia,
  - Vincent Mottez,
  - Laurie Berthe,
  - Ludovic Cheber,
  - Sylvain Fesson,
  - Manu Hoffmann,
  - Thomas Mafrouche,
  - Eric Maggiori,
  - Marion-Isabelle Muszynski,
  - Olivier Prezeau,
  - Christophe Rundstadler,
  - Ludwig Wallendorff (Wally),
  - Julien Weber.

Les groupes les plus populaires du magazine sont Muse, Placebo, Pleymo, Nirvana, Indochine, KoЯn, Superbus, Evanescence, Slipknot, Good Charlotte, AqME.

## Diffusion
La diffusion totale de Rock Mag s'établit ainsi, pour les dernières années :
- 2002 : 27 069 ex.
- 2003 : 30 350 ex.
- 2004 : 33 805 ex.
- 2005 : 28 497 ex.
- 2006 : 22 410 ex.
- 2007 : 17 655 ex.

Source OJD

## Anciens collaborateurs
- Marie-Line Feltz,
- Stéphane Hervé.